# E-Motion
E-Motion är ett pusselspel utvecklat av The Assembly Line och utgivet av US Gold 1990.
Spelplanen består av klot och väggar. En del klot hänger samman, andra flyter omkring ensamma. Spelarens uppgift är puffa klot med samma färg mot varandra med en egen kapsel, vilket gör att kloten förintas. Men om olikfärgade klot stöter samman får man ett nytt klot i en helt annan färg som man också måste bli av med. Om man inte hinner krocka alla klot i tid exploderar allt och ens kapsel förlorar all energi. Spelet består av 50 olika banor och några bonusbanor och man har tre liv. Man kan vara två spelare, och då spelar man med varandra, då gäller det att tillsammans knocka så många klot som möjligt.
Spelets grafik använder strålföljning, vilket innebär att grafiken är sidobelyst så att den ser tredimensionell ut.

## Mottagande
Svenska Hemdatornytt ansåg att grafiken i spelet var mycket välgjord och detaljrik och att ljudet också var väldigt bra, och gav spelet 81/100 i medelvärde. Datormagazin ansåg att spelet var mycket svårt att komma in i, men att det ändå var en mycket bra idé och att den sidobelysta grafiken fungerade mycket bra, Amigaversionen fick 8/10 medan C64-versionen fick 6/10 i betyg.